# Victoria Hamilton
Victoria Hamilton (* 5. April 1971 in London) ist eine britische Schauspielerin.

## Leben
Hamilton wuchs in Surrey auf und besuchte die London Academy of Music and Dramatic Art. Sie spielte in der Fernsehserie Cone Zone aus dem Jahr 1995. In der Miniserie Stolz und Vorurteil (1995) trat sie in der Rolle von Mrs. Forster auf. Im historischen Kostümdrama Victoria & Albert (2001) spielte sie die Hauptrolle der Königin Victoria. 15 Jahre später spielte sie wieder eine britische Adlige und zwar Elizabeth Bowes-Lyon, die Ehefrau des Königs Georg VI. (Urenkel von Victoria) und Mutter der früheren Monarchin Elizabeth II. in der Netflix-Serie The Crown. In der Komödie Before You Go (2002) übernahm sie eine größere Rolle an der Seite von John Hannah, Joanne Whalley und Tom Wilkinson.
Für ihre Rolle im Theaterstück The Master Builder erhielt Hamilton im Jahr 1995 den London Critics’ Circle Theatre Award. Den gleichen Preis erhielt sie erneut im Jahr 2000 für die Rolle im Stück As You Like. Für die Rolle im Stück A Day in the Death of Joe Egg wurde sie im Jahr 2002 für den Laurence Olivier Theatre Award und im Jahr 2003 für den Tony Award nominiert. Für die Rolle im Stück As You Like It erhielt sie 2004 den Barclays Theatre Award und den Critics' Circle Award.

## Filmografie (Auswahl)
- 1995: Jane Austens Verführung (Persuasion)
- 1995: Stolz und Vorurteil (Pride and Prejudice)
- 1999: Mansfield Park
- 2000: Inspector Barnaby
- 2001: Victoria & Albert
- 2002: Before You Go
- 2002: Goodbye, Mr. Chips
- 2003: In Search of the Brontës
- 2005: To the Ends of the Earth (Miniserie)
- 2005: A Very Social Secretary
- 2006: Scoop – Der Knüller (Scoop)
- 2008: French Film
- 2008–2011: Von Lark Rise nach Candleford (Fernsehserie, 31 Folgen)
- 2010: Toast
- 2014: The Game (Miniserie)
- 2015, 2017: Doctor Foster (Fernsehserie, 8 Folgen)
- 2016–2017: The Crown (Fernsehserie, 17 Folgen)
- 2019: Deep State (Fernsehserie, 8 Folgen)
- 2020: Life (Fernsehserie, 6 Folgen)